# Catrien Eijken
Catrien Eijken (Singapore, 29 juni 1961) is een Nederlandse synchroonzwemster die deelnam aan de Olympische Zomerspelen 1984. Daarnaast won Eijken twee medailles op de Europese kampioenschappen.